# Kate Burridge
Kathryn "Kate" Burridge é uma linguista australiana conhecida por seus trabalhos sobre eufemismo, mudança gramatical e línguas germânicas. É professora da Universidade Monash.